# 仰星学園高等学校
仰星学園高等学校（ぎょうせいがくえんこうとうがっこう）は、福岡県北九州市八幡西区平尾町にある私立の高等学校である。学校法人仰星学園が運営している。
不登校対応に特化した高校として、北九州市「自立と共生の教育」特区に基づき福岡県の設立認可を受け、統廃合により閉校した旧北九州市立陣山中学校の校舎および校地を使用して開校した。しかし校舎の雨漏りや老朽化は深刻なため、新館2棟の教室が使われている。

## 沿革
- 2005年 - 開校

## 部活動
- 軽音楽部
- よさこいソーラン部
- 声優部
- ダンス部
- ゴスペルクワイアールスタス部
- スポーツ同好会
- 美術部
- 書道部
- 吹奏楽部

## 交通アクセス
最寄りの鉄道駅
- JR鹿児島本線「黒崎駅」
- 筑豊電鉄「黒崎駅前駅」

最寄りのバス停
- 西鉄バス「紅梅三丁目」バス停より徒歩5分